# STS-56
STS-56 e петдесет и четвъртата мисия на НАСА по програмата Спейс шатъл и шестнадесети полет на совалката Дискавъри. Това е и осми нощен старт на космическа совалка.

## Екипаж
| Пост                    | Астронавт                            |
| ----------------------- | ------------------------------------ |
| Командир                | Кенет Камерън втори космически полет |
| Пилот                   | Стивън Осуалд втори космически полет |
| Специалист на мисията 1 | Майкъл Фоул втори космически полет   |
| Специалист на мисията 2 | Кенет Кокрил първи космически полет  |
| Специалист на мисията 3 | Елен Очоа първи космически полет     |

- Броят на полетите е преди и включително тази мисия.

Елен Очоа е първата испаноезична американка, полетяла в космоса.

## Полетът
Основната цел на полета е изследване на озоновия слой на атмосферата над северното полукълбо с помощта на лабораторията ATLAS-2 (от английски: Atmospheric Laboratory for Applications and Science – „Лаборатория за фундаментални и приложни изследвания на атмосферата“). Тя е предназначена за събиране на данни за връзката между излъчената слънчева енергии и средните слоеве на атмосферата на Земята. Тя съдържа шест прибора, монтирани в лабораторията „Спейслаб“ в товарния отсек на совалката:
- ATMOS – спектроскопия на атмосферата за следи от молекули;
- MAS – милиметрова атмосферна сонда;
- SSBUV/A – ултравиолетов спектрометър (на стената на товарния отсек);
- SOLSPEC – измерване на слънчевия спектър;
- SUSIM – наблюдение на ултравиолетовото излъчване на Слънцето;
- ACR – активен резонансен радиометър;
- SOLCON – измерване на т.нар. слънчева константа.

Също така екипажът на совалката извежда в орбита научноизследователския спътник SPARTAN (от английски: Shuttle Pointed Autonomous Research Tool for Astronomy) за наблюдение на слънчевата корона. След две денонощия автоматична работа на апарата, той е захванат с манипулатора на совалката и върнат в товарния отсек на совалката.
По време на полета астронавтите на „Дискавъри“ се свързват за първи път с орбиталната станция „Мир“ с помощта на радиолюбителски средства.

## Параметри на мисията
- Маса:
  - При старта: ? кг
  - При кацането: 93 683 кг
  - Полезен товар: 7026 кг
- Перигей: 291 км
- Апогей: 299 км
- Инклинация: 57,0°
- Орбитален период: 90.4 мин

## Галерия
- Поглед към товарния отсек на совалката, където се намира лабораторията ATLAS-2
- Извеждането на спътника SPARTAN
- Краят на мисия STS-56: приземяването в КЦ „Джон Ф. Кенеди“